# Baron Alvanley

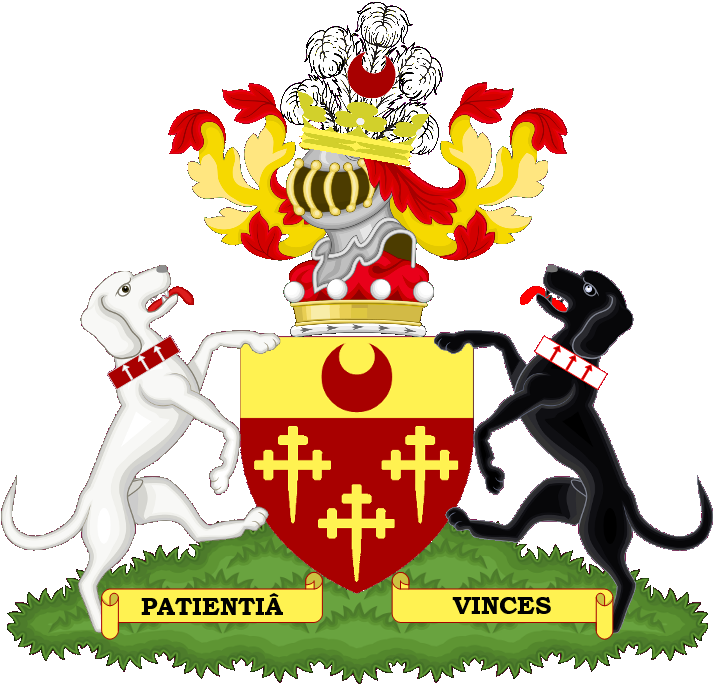
Wappen der Barone Alvanley

Baron Alvanley, of Alvanley in the County-Palatine of Chester, war ein erblicher britischer Adelstitel in der Peerage of the United Kingdom.
Der Titel wurde am 22. Mai 1801 für Sir Richard Arden geschaffen. Dieser war ein bekannter Rechtsanwalt, Richter und Politiker seiner Zeit. So bekleidete er von 1788 bis 1801 das Amt des Master of the Rolls und war ab 1802 Richter am Court of Common Pleas.
Der Titel erlosch 1857 mit dem Tod seines zweitältesten Sohnes, des 3. Barons, der zuvor seinem Bruder nachgefolgt war.

## Liste der Barone Alvanley (1801)
- Richard Arden, 1. Baron Alvanley (1744–1804)
- William Arden, 2. Baron Alvanley (1789–1849)
- Richard Arden, 3. Baron Alvanley (1792–1857)